# Trừu tượng
"Một sự trừu tượng" là kết quả của quá trình tạo ra một khái niệm đóng vai trò như một danh từ siêu thể loại cho tất cả khái niệm bên dưới, và những sự liên kết cùng các khái niệm liên quan như nhóm, trường, hoặc thể loại. Trong nghệ thuật trừu tượng khác với ấn tượng bởi ấn tượng là những sự dễ hiểu còn trừu tượng là bao quát gồm nhiều sự tưởng tượng mà khó có thể hình dung được. Trừu tượng còn được ví như một thứ khó hiểu "quá sức trừu tượng" một sự cầu kỳ nào đó hoặc khó hiểu, khó hình dung vì không có gì cụ thể, có được sự khái quát hoá trong tư duy, trên cơ sở dựa vào các thuộc tính, các quan hệ của sự vật; phân biệt với cụ thể